# Frank P. Lahm
Frank Purdy Lahm (17 novembre 1877 - 7 juillet 1963) est un pionnier de l'aviation américaine, surnommé le « premier aviateur militaire de la nation », et un officier général dans l'United States Army Air Corps et les United States Army Air Forces.
Après une jeunesse caractérisée par les absences prolongées de son père, résidant en France, et quelques années d'études dans ce pays, Frank Lahm intègre l'armée américaine à la fin des années 1890 et participe notamment à la guerre américano-philippine. En 1904, il découvre le vol grâce à son père, aérostier amateur, au cours d'un voyage en France. L'été de l'année suivante, il obtient (toujours en France) son certificat d'aérostier délivré par la fédération aéronautique internationale. Lahm rencontre les frères Wright en 1907, et manifeste un vif intérêt pour le vol motorisé. Il devient le premier pilote certifié de l'armée américaine en 1909 et le 14e aviateur militaire du pays quatre ans plus tard. En 1916, il passe de la cavalerie à l'United States Army Air Service, et restera dans les différentes branches aériennes de l'armée américaine jusqu'à sa retraite en 1941. Lors de la Première Guerre mondiale, il est notamment commandant du Second Army Air Service (en), en France.
Après quarante ans de carrière, Frank P. Lahm prend sa retraite quelques semaines avant l'attaque de Pearl Harbor et l'entrée des États-Unis dans la Seconde Guerre mondiale. Au cours de ces quatre décennies de carrière, Lahm joua un grand rôle dans le développement de l'aviation militaire des États-Unis, particulièrement dans la formation des pilotes après la Première Guerre mondiale. Il est également à l'origine de la création de la base aérienne de Randolph, le centre névralgique de la formation des pilotes américains depuis les années 1930. Toutes ces activités valent à Lahm le qualificatif de « père de la formation au pilotage dans l'armée de l'air américaine » en 1960, ainsi qu'une citation spéciale du Chief of Staff of the United States Air Force Curtis LeMay deux ans plus tard, qui fait officiellement de lui le premier aviateur militaire de l'histoire américaine.
Frank P. Lahm meurt en 1963 et ses cendres sont dispersées sur la base aérienne de Randolph.